# カール・エーベルハルト・ヘルヴァルト・フォン・ビッテンフェルト
カール・エーベルハルト・ヘルヴァルト・フォン・ビッテンフェルト（ドイツ語: Karl Eberhard Herwarth von Bittenfeld、1796年9月4日 - 1884年9月2日）はプロイセン及びドイツの軍人、政治家。最終階級は元帥。

## 経歴
フォン・ビッテンフェルトはドイツ中部テューリンゲン州ノルトハウゼン近郊で、プロイセン陸軍のエーベルハルト・ヘルヴァルト・フォン・ビッテンフェルト少将（1753-1833）と妻のヨハンナ・フリーデリケ・フォン・アルンシュテット（1765-1851）の息子として生まれた。また彼の一家は代々軍人を輩出した名家である（弟のフリードリヒ・アドリアン・ヘルヴァルトとハンス・ヘルヴァルトもプロイセン軍の将軍となっている）。1811年10月15日、ベルリンのプロイセン陸軍の歩兵連隊に入隊し、陸軍大学校に通った。1813年から1814年にかけて解放戦争に従軍。グロースゲルシェン、ドレスデン、ライプツィヒ、アルシ・シュル・オーブ、パリ近郊に少尉として活躍し、リュッツェンの戦い（1813年）とパリの戦い（1814年）で勇名を馳せた。1815年には第2警備連隊の第1大隊長の副官となり、1816年3月30日に彼は中尉に昇進し、1821年3月30日には大尉と連隊の中隊長に昇進した。1835年3月30日、彼は当時の警備予備連隊の少佐のなり、同じ年に第2大隊の指揮官に任命された。1839年3月30日、彼は第1大隊の指揮官に移された後、第1近衛歩兵連隊に移された。1845年3月22日、中佐に昇進し、1846年3月31日、カイザー・フランツ・ガルドグレナディア連隊の指揮を任された。その後、1847年3月27日からで第1近衛歩兵連隊の指揮官となり、1848年5月10日に大佐に昇進し、1852年には少将、1856年には中将となり、同年第7師団長に就任。1860年、歩兵大将に昇進し、ヴェストファーレンの第7軍団司令官となった。
1864年、デンマーク戦争（第二次シュレースヴィヒ＝ホルシュタイン戦争）が勃発するとプロイセン王子フリードリヒ・カール麾下のデンマーク侵攻軍に加わり、6月29日のアルス島上陸を指揮した。普墺戦争ではエルベ軍を率いてザクセン軍を撃破し、ボヘミアに侵攻。ヒューネルヴァッサーの戦いおよびミュンヒェングラーツの戦いで勝利した。ケーニヒグレーツの戦いではプロイセン軍の右翼を指揮し、オーストリア軍を包囲することに成功している。1870年の普仏戦争に際しては戦場に立つことはなく、後方にて予備兵力の整備と兵站を担当した。
1871年、これまでの軍功を称えて元帥に叙され、1872年にはプロイセン貴族院議員となった。軍を退いたのちはボンで余生を送り、1884年に死去。1889年にはヴェストファーレンの第13歩兵連隊が彼の名にちなんで「ヘルヴァルト・フォン・ビッテンフェルト」と命名されている。